# 物見岡
物見岡（ものみがおか）とは、陸奥国内の史跡。源頼朝の奥州合戦における古戦場の一つ。

## 「物見岡」の所在地
『地名辞書』では、「利府より黒川郡鶴巣村・小鶴沢（現在の黒川郡大和町小鶴沢）に至る嶺路の辺」、すなわち、国府の北の守りである松島丘陵（奥羽山脈から松島湾に東西に横たわる舌状台地）を越えて大崎平野へと至る峠越えの道沿いで、現在の富谷市の大亀山（標高122m）と宮城郡利府町の亀山（174.5m）の間の辺り（国府からの直線距離は北へ8km程度）としている。ただし、正確なことはわかっていない。